# Scott Hamilton (músico)
Scott Hamilton (Providence, Rhode Island, 12 de setembro de 1954) é um tenor saxofonista de jazz norte-americano.

## Discografia
- Scott Hamilton Is a Good Wind Who Is Blowing Us No Ill  (1977)
- Scott Hamilton 2 (1978)
- With Scott's Band in New York City (1978)
- Grand Appearance (1978) (Progressive Records)
- No Bass Hit  (1978)
- Tenorshoes  (1979)
- Tour De Force  (1982)
- Close Up  (1982)
- The Second Set  (1984)
- A First  (1984)
- Uptown  (1985)
- A Sailboat in the Moonlight  (Ruby Braff com Scott Hamilton)(1986)
- Soft Lights & Sweet Music  (Gerry Mulligan meets Scott Hamilton)(1986)
- Major League  (1986)
- The Right Time  (1986)
- A Sound Investment  (1987)
- Scott Hamilton Plays Ballads (1989)
- Radio City (1990)
- At Last (1990) with pianist Gene Harris
- Scott Hamilton with Strings (1992) arranjadas pelo pianista Alan Broadbent
- Groovin' High (1996) with Spike Robinson e Ken Peplowski
- East of the Sun (1993) com o seu trio baseada no Reino Unido
- After Hours (1997)
- Red Door: Remember Zoot Sims (1998)
- Blues, Bop and Ballads (1999)
- Jazz Signatures (2001) com o trio John Bunch
- Live in London (2003) com o seu quarteto
- Back in New York (2005)
- Nocturnes and Serenades (2006)
- Zootcase (2006) com Alan Barnes & David Newton (Woodville Records)
- Across the Tracks (2008)